# Distracted Boyfriend
Distracted Boyfriend (deutsch: abgelenkter Freund) ist ein Internet-Meme, ausgelöst durch ein Stockfoto des spanischen Fotografen Antonio Guillem aus dem Jahr 2015, mit dem eine Form der Untreue dargestellt wurde. Im August 2017 entwickelte sich das Foto in den sozialen Medien zum viralen Phänomen mit zahlreichen Varianten und Ablegern.

## Das Stockfoto
Das Stockfoto wurde von Antonio Guillem Mitte 2015 in der katalanischen Stadt Girona aufgenommen. Das gestellte Foto sollte den Tatbestand der Untreue auf spielerische und lustige Weise darstellen. Das Foto war Teil einer ganzen Serie von Aufnahmen mit denselben Darstellern, die verschiedene Ereignisse in einer Paarbeziehung kurz und prägnant charakterisieren.
Das Foto wurde bei Shutterstock hochgeladen und fällt somit unter die von Shutterstock aufgestellten Lizenzbedingungen. Die Bildbeschreibung lautete: „Untreuer Mann beim Bummeln mit seiner Freundin schaut entzückt einem anderen verführerischen Mädchen nach“ (Disloyal man walking with his girlfriend and looking amazed at another seductive girl). Die beiden Protagonisten wurden unter den Spitznamen „Mario“ und „Laura“ bekannt.

## Das Internetphänomen
Die erste bekannte Nutzung des Fotos im Internet fand im Januar 2017 in einer türkischen Facebook-Gruppe statt, die den jungen Mann auf dem Foto mit Phil Collins gleichsetzte, der sich vom Prog-Rock weg hin zur Popmusik wandte. Diese Deutung wurde auf einer englischsprachigen Facebook-Seite und danach auf Twitter und Instagram aufgegriffen.
Zum viralen Phänomen wurde das Foto im August 2017, als ein Twitter-Nutzer den jungen Mann als „Jugend“ und seine Freundin als „Kapitalismus“ betitelte; die andere junge Frau stand dabei für den „Sozialismus“. Das Meme und Abwandlungen davon wurden auf Twitter, Reddit und Facebook zum Phänomen und verhalfen dem „Image Macro“, einer Meme-Variante, bei der Bilder mit kurzen, prägnanten Texten versehen werden, zu Popularität.

## Varianten und Ableger

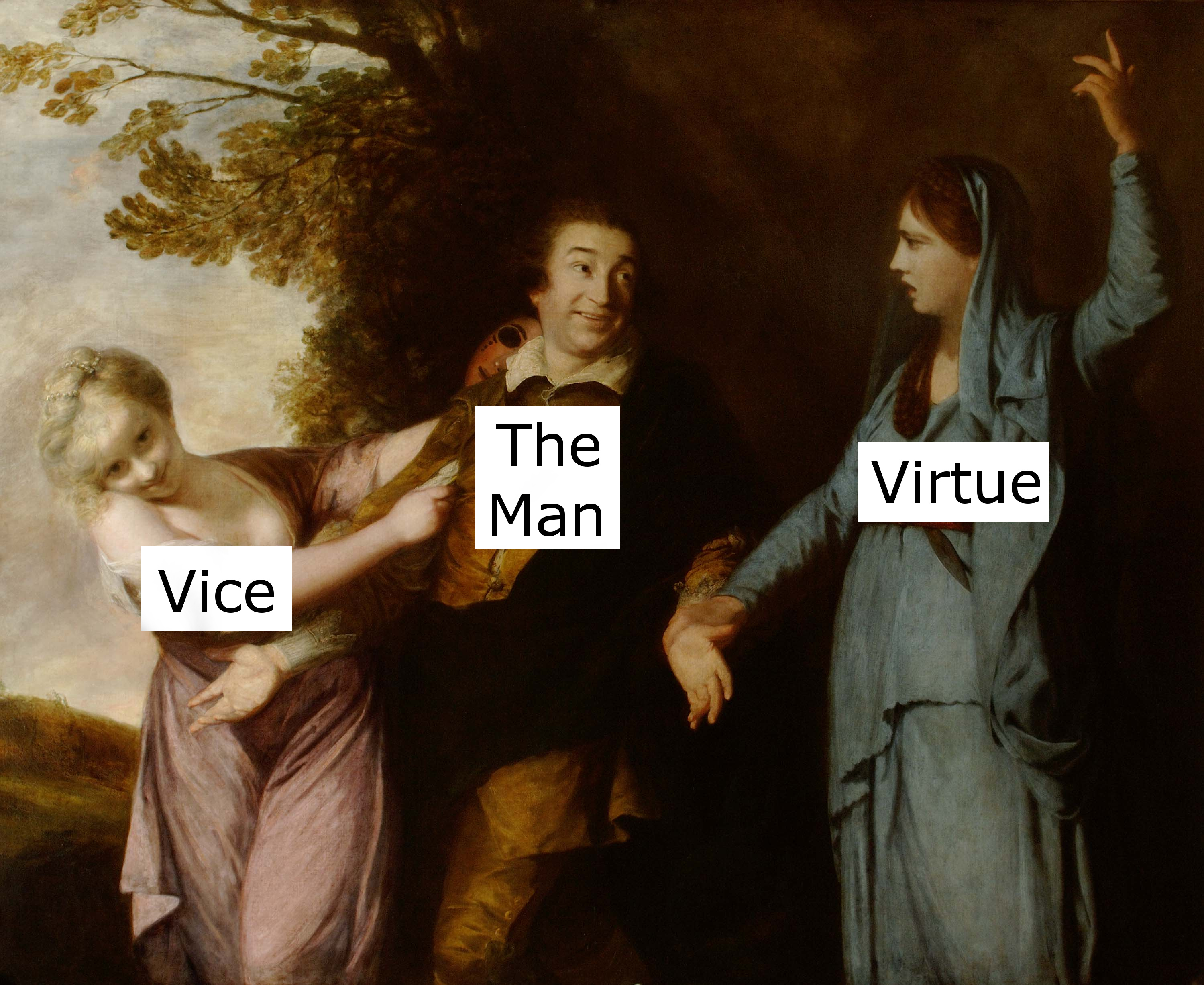
„Der Mann zwischen Laster und Tugend“: Meme auf der Basis des Gemäldes David Garrick Between Tragedy and Comedy

Frühe Varianten des Memes nutzten andere Fotos aus der Serie, die Antonio Guillem 2015 aufgenommen hatte, um eine ganze Geschichte zu erzählen. Anfang 2018 erkannten Internetnutzer Ähnlichkeiten zwischen dem abgelenkten Freund und einem Werbefoto für den Film Mission: Impossible – Fallout mit Henry Cavill und Angela Bassett. Im April 2018 bezeichnete ein Twitternutzer das Gemälde David Garrick Between Tragedy and Comedy des Malers Joshua Reynolds von 1761 als das Äquivalent des abgelenkten Freundes aus dem 18. Jahrhundert, wodurch das Gemälde selbst zum Meme wurde.
Im Mai 2018 kombinierte ein Twitternutzer die Münze zum Gedenken an die Hochzeit von Prinz Harry und Meghan Markle mit dem Bild des zweiten Mädchens auf dem Foto vom abgelenkten Freund. Im Juni postete der Filmkritiker eine Szene aus Charlie Chaplins Kurzfilm Zahltag von 1922, die dem Bild des abgelenkten Freundes ähnelt. Im Juli 2018 wurde ein Foto viral, auf dem eine junge Frau ein Eis schleckt, während ihr Freund einer anderen Frau nachschaut. Im Oktober 2018 verbreitete sich ein Hochzeitsfoto, aufgenommen am Strand, auf dem der Bräutigam einen aus dem Wasser steigenden muskelbepackten Mann anschaut.

## Rezeption
Der abgelenkte Freund wurde mehrfach zu den besten Memes des Jahres 2017 gezählt, so zum Beispiel bei NDTV, The Next Web, PC Magazine und Narcity. The Washington Post nahm das Meme in ihre „Meme Hall of Fame of 2017“ auf. Im April 2018 gewann das Meme in der Kategorie „Best Meme of 2017“ bei den zehnten jährlichen Shorty Awards.

## Trivia
2019 benutzte die ungarische Regierung ein anderes Foto aus der Serie von Antonio Guillem, um für mehr Nachwuchs in ungarischen Familien zu werben.